# 411 Xanthe
411 Xanthe eller 1896 CJ är en asteroid i huvudbältet, som upptäcktes 7 januari 1896 av den franske astronomen Auguste Charlois. Den är uppkallad efter nymfen Xanthe i den grekiska mytologin.
Asteroiden har en diameter på ungefär 76 kilometer.